# Oulad Frej
Oulad Frej (en arabe : أولاد فرج) est un village du Maroc. Il est situé dans la région de Casablanca-Settat 50 km d'El Jadida.

### Les richesses de Oulad frej
Le "souk" hebdomadaire de Oula Frej se situe parmi les grands marchés de vente de vaches et de taureaux . Ainsi, "Kwassem", une région appartenant à Oulad Frej , est reconnue par les pays voisins avec sa chasse traditionnelle (Fauconnerie), de plus la chasse au lièvre "Sloughi". Chaque année, la commune de "Kwassem" organise un festival qui réunit toutes les traditions de la région : chasse au Sloughi et au faucon, Tbourida...